# Ballus piger
Ballus piger là một loài nhện trong họ Salticidae.
Loài này thuộc chi Ballus. Ballus piger được Octavius Pickard-Cambridge miêu tả năm 1876.